# Березань (Одесский район)
Береза́нь — село в Одесском районе Одесской области Украины. До 2020 года относилось к Беляевскому району. Входит в Выгоднянскую сельскую общину.
Население составляет 1186 человек (на 2001 год).

## Расположение
Ближайшая железнодорожная станция — Выгода, находится 6 км от Березани

## История
На территории села была найден отшлифованный каменный топор, относящийся к бронзовому веку (около II тысячелетия до нашей эры).
Село основано в 1924 году переселенцами из села Яськи Одесской области. В 1926 году село стало центром новообразованого Беляевского сельского совета. Здание сельского совета до 1934 года находилось в селе Петровское. В 1925 году в Березани была создана первая партийная ячейка РКП (б), а спустя два года — первая комсомольская организация.
В годы Великой Отечественной войны село Березань, как и вся территория Украинской ССР, было оккупировано немецкими войсками. Из 130 жителей села, ушедших на фронт в рядах РККА, погибло 82.
После окончания войны в селе было построено 120 жилых домов. Во второй половине XX века в Березани действовал колхоз «Ударная ленинская бригада», имевший зерно-молочную специализацию. В распоряжении колхоза находилось более 4,5 тысяч гектаров земли, мукомольная мельница, лесопилка и две ремонтные мастерские. В 1967 году колхоз получил урожай в размере 25 центнеров зерна, 394 центнера молока и 39 центнеров мяса.
Более 30 лет сельским головой избирался В. А. Бойко.
В ходе процесса объединения (укрупнения) районов Украины в рамках административно-территориальной реформы 2020 года село Березань, как часть Выгоднянской сельской общины, стало частью Одесского района.

## Социальная сфера
В советское время в селе была действовала восьмилетняя школа, две библиотеки, дворец культуры (на 300 мест) и сельский клуб (на 200 мест). В центре села расположена Церковь Покров Пресвятой Богородицы.
В Березани существовала местная футбольная команда — «Марс», выступавшая в чемпионате Беляевского района.
В селе установлен мемориальный комплекс в честь погибших в годы Великой Отечественной войны.

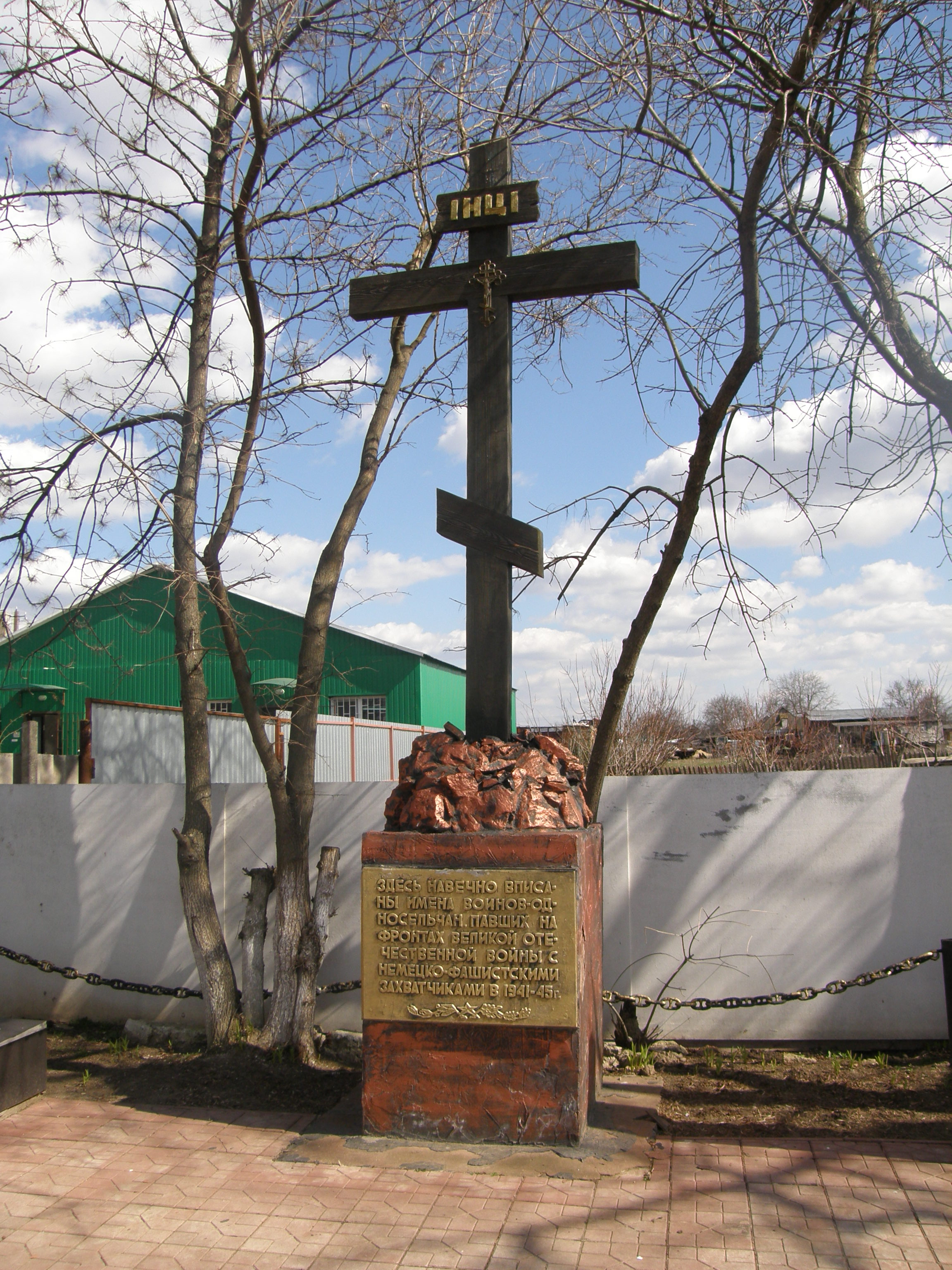
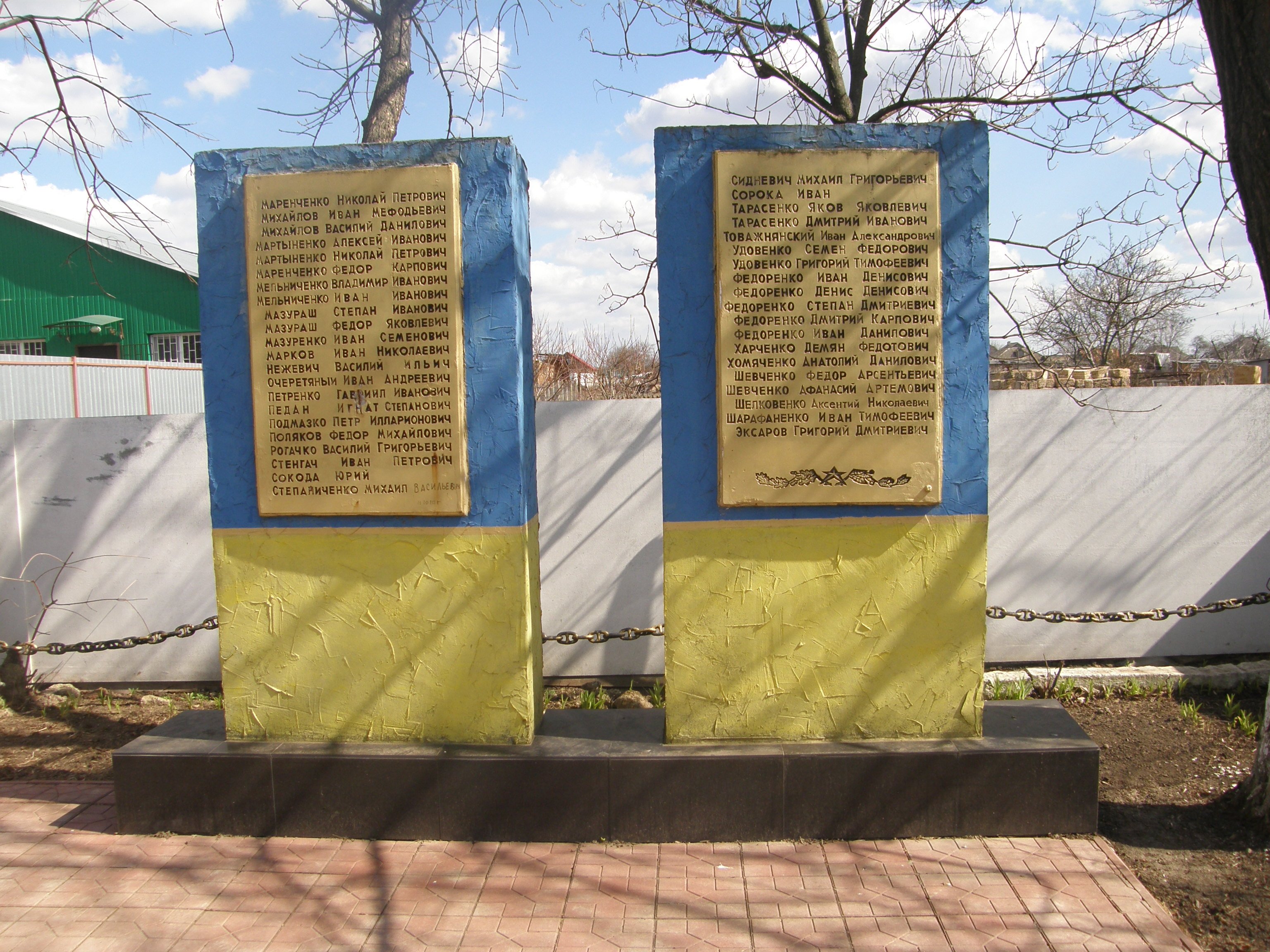
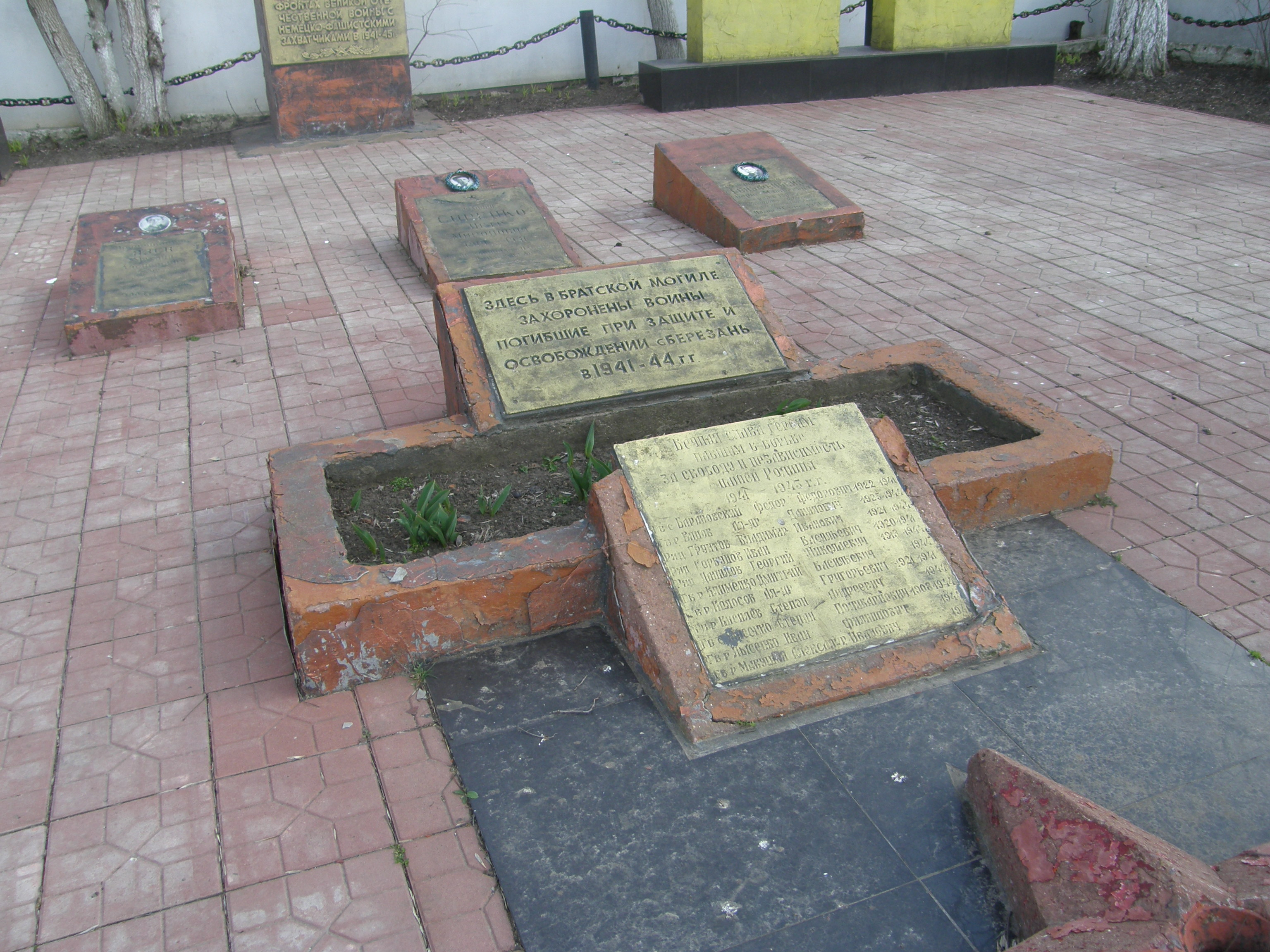

## Население
Согласно переписи 1989 года население села составляло 1085 человек, из которых 506 мужчин и 579 женщин.
По переписи населения 2001 года в селе проживало 1186 человек (89,88 % указали родным — украинский, 5,14 % — молдавский, 3,96 % — русский).